# Avening

Avening é uma paróquia e aldeia do distrito de Cotswold, no condado de Gloucestershire, na Inglaterra. De acordo com o Censo de 2011, tinha 1031 habitantes. Tem uma área de 6,84km².